# Борівська модель хімічного зв'язку

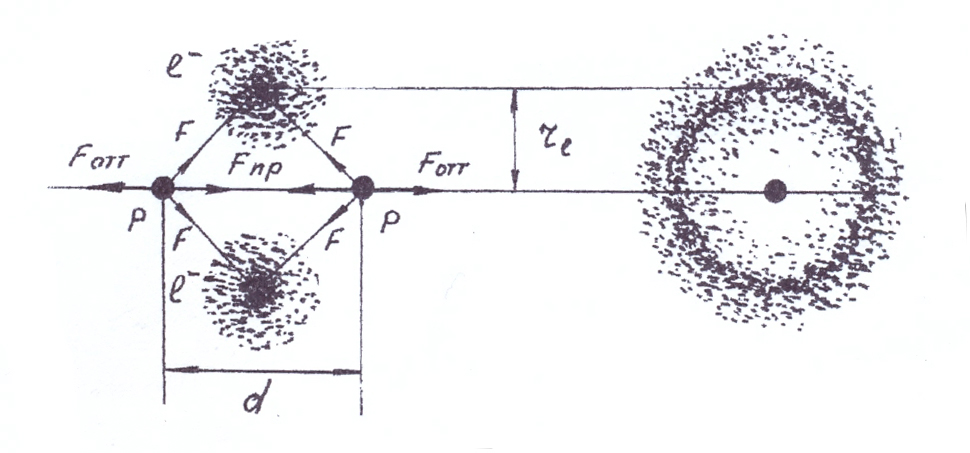
Модель молекули водню і її осьова проєкція

Окрім моделі атома, Нільс Бор запропонував також і модель пояснення хімічного зв'язку. Ця модель була вперше запропонована ним у статті «Системи, що містять кілька ядер» — третій і останній з класичної серії статей Бора, яка була опублікована в листопаді 1913 року в Philosophical Magazine.
Згідно з його моделлю для двоатомної молекули, електрони утворюють кільце, що обертається, площина якого перпендикулярна осі молекули і рівновіддалена від ядер атомів. Динамічна рівновага молекулярної системи досягається за рахунок балансу між силами притягання ядер до площини кільця електронів і силами взаємного відштовхування ядер. Борівська модель хімічного зв'язку враховувала кулонівське відштовхування — електрони в кільці максимально віддалені один від одного.
Так, згідно з цією моделлю, молекула метану є правильним тетраедром, в центрі якого міститься ядро вуглецю, а в кутах — ядра водню. Хімічний зв'язок між ними утворюють чотири двоелектронних кільця, що обертаються навколо ліній, що з'єднують центр з кутами.
Борівська модель хімічного зв'язку не могла пояснити властивості молекул. Спроби її удосконалення робилися неодноразово, проте не привели до успіху.
Працездатну теорію хімічного зв'язку сформулювала лише квантова механіка на основі принципу невизначеності і принципу заборони Паулі. На відміну від борівської моделі хімічного зв'язку виявилося, що електронна хмара переважно концентрується на лінії між ядрами, забезпечуючи кулонівську взаємодію між ними. Для багатоелектронних атомів вдалим наближенням виявилася теорія валентних зв'язків, створена в 1927 році Гайтлером і Лондоном.